# The Eminem Show
The Eminem Show es el cuarto álbum de estudio del cantante estadounidense Eminem, el tercero tras firmar por Aftermath, lanzado en 2002. Fue el álbum musical más vendido ese año en todo el mundo con 22 millones de copias, el primer sencillo, y el más exitoso, fue Without Me, sencillo que fue incluido en la película Mi villano favorito de 2010.
En 2007, la National Association of Recording Merchandisers y el Salón de la Fama del Rock lo colocaron en el puesto número #63 en su lista de "Los 200 álbumes definitivos que todo amante de la música debería tener".

## Acerca del álbum
Aunque fue muy exitoso, no obtuvo la misma popularidad que The Marshall Mathers LP, debido a que Eminem no mostraba la misma fuerza, este álbum se caracteriza por ser un poco más personal, aunque mostró controversia tras insultar a su madre en Cleanin' Out My Closet, su posición en el negocio del rap en Without Me y Business, su sex-appeal en "Drips" y Superman y criticó a los padres estadounidense en "White America", aunque también le hizo saber a la gente como influye en los jóvenes en Sing for the Moment y mostró su amor por su hija Hailie en "Hailie's Song" y "My Dad's Gone Crazy". En las versiones limpias del álbum "Drips" no aparece debido al contenido de las letras.

## Lista de canciones
| N.º   | Título                                                      | Duración |  |
| 1.    | «Curtains Up» (skit)                                        | 0:29     |  |
| 2.    | «White America»                                             | 5:24     |  |
| 3.    | «Business» (con Dr. Dre)                                    | 4:11     |  |
| 4.    | «Cleanin' Out My Closet»                                    | 4:57     |  |
| 5.    | «Square Dance»                                              | 5:23     |  |
| 6.    | «The Kiss»                                                  | 1:15     |  |
| 7.    | «Soldier»                                                   | 3:46     |  |
| 8.    | «Say Goodbye Hollywood»                                     | 4:32     |  |
| 9.    | «Drips» (con Obie Trice)                                    | 4:45     |  |
| 10.   | «Without Me» (intro de Obie Trice)                          | 4:50     |  |
| 11.   | «Paul Rosenberg» (skit)                                     | 0:22     |  |
| 12.   | «Sing for the Moment» (con partes de Dream On de Aerosmith) | 5:39     |  |
| 13.   | «Superman» (con Dina Rae)                                   | 5:50     |  |
| 14.   | «Hailie's Song»                                             | 5:20     |  |
| 15.   | «Steve Berman» (skit)                                       | 0:33     |  |
| 16.   | «When The Music Stops» (con D12)                            | 4:29     |  |
| 17.   | «Say What You Say» (con Dr. Dre)                            | 5:09     |  |
| 18.   | «'Till I Collapse» (con Nate Dogg)                          | 4:57     |  |
| 19.   | «My Dad's Gone Crazy» (con Hailie Jade)                     | 4:27     |  |
| 20.   | «Curtains Close» (skit)                                     | 1:01     |  |
| 70:20 |                                                             |          |  |